# Cariprazina
La cariprazina es un antipsicótico atípico, desarrollado por la farmacéutica Gedeon Richter utilizado para el tratamiento de la esquizofrenia y el trastorno bipolar.  El fármaco actúa como un agonista parcial de los receptores de dopamina D2 y D3 con una alta afinidad por los receptores D3. Recibió la aprobación de la Administración de Alimentos y Medicamentos (FDA) el 17 de septiembre de 2015.
Como efectos secundarios notables se destaca el hirsutismo ( crecimiento de vello sobre todo facial).

## Uso clínico

### Indicaciones
La cariprazina está aprobada para el tratamiento de la esquizofrenia y trastorno bipolar. También ha sido investigada como adyuvante en las depresiones resistentes al tratamiento del trastorno depresivo mayor.
A diferencia de otros antipsicóticos, la medicación se usa para el tratamiento de los síntomas negativos de la esquizofrenia que incluyen la apatía, el aislamiento social, los problemas de atención y de memoria.
Para el tratamiento de la esquizofrenia la dosis de inicio es de 1,5 mg, la cual puede ser ajustada a 3 mg al segundo día. De acuerdo con la respuesta del paciente la dosis terapéutica máxima es de 6 mg por día.
Para el trastorno bipolar la dosis de inicio también es de 1,5 mg, pudiendo llegar hasta un máximo de 6 mg por día,

### Efectos adversos
Los efectos adversos más comunes de la cariprazina pueden incluir: acatisia, insomnio y ganancia de peso. La droga no afecta otras variables metabólicas o eleva los niveles de prolactina; y, a diferencia de otros antipsicóticos, no aumenta el intervalo QT en el electrocardiograma

### Presentaciones
- Nombre comercial Vraylar (EE. UU.), Reagila (UE).